# Neeuklidska geometrija
Termin neeuklidska geometrija obuhvata hiperboličku i eliptičku geometriju, koje su negacija euklidske geometrije. Suštinska razlika između euklidske i neeuklidske geometrije je priroda paralelnih pravih. U euklidskoj geometriji, ako uzmemo pravu l i tačku A, koja ne leži na l, onda možemo nacrtati tačno jednu pravu kroz tačku A koja je paralelna sa pravom l. U hiperboličkoj geometriji, nasuprot tome, ima beskonačno mnogo pravih kroz A paralelnih sa l, dok u eliptičkoj geometriji paralelne prave uopšte ne postoje.
Drugi način da opišemo razlike između ovih geometrija je sledeći. Zamislimo dve linije na dvodimenzionalnoj površi koje su obe pod pravim uglom na treću liniju. U euklidskoj i hiperboličkoj geometriji ove dve linije su tada paralelne. U euklidskoj geometriji linije ostaju na konstantnoj udaljenosti, sekući se samo u beskonačnosti, dok u hiperboličkoj geometriji one se „zakrivljuju“, udaljavajući se jedna od druge što se više udaljavaju od mesta preseka sa zajedničkom normalom; za njih se kaže da su hiperparalelne. U eliptičkoj geometriji linije se „zakrivljuju“, približavajući se jedna drugoj i konačno se seku. Prema tome paralelne prave u eliptičkoj geometriji ne postoje.

## Istorija
Dok euklidska geometrija (nazvana po starogrčkom matematičaru Euklidu) spada među najstarije poznate oblasti matematike, neeuklidska geometrija nije bila šire prihvaćena i priznata sve do 19. veka. Mada, rasprava koja je mogla da eventualno dovede do otkrića neeuklidske geometrije počela je skoro istog trenutka kada je čuveno Euklidovo delo „Elementi“ bilo objavljeno. U „Elementima“, Euklid započinje sa ograničenim brojem pretpostavki (23 definicije, 5 osnovnih pojmova i 5 postulata) i teži ka tome da dokaže sve ostale rezultate (propozicije). Najproblematičniji, ali zato i najpoznatiji od postulata, obično se naziva „Euklidov peti postulat“, ili jednostavno „aksioma paralelnosti“, i on u Euklidovoj originalnoj formulaciji glasi:
Ako prava linija seče dve druge prave linije na takav način da je zbir unutrašnjih uglova sa iste strane manji od dva prava ugla, tada prave linije, produžene do beskonačnosti, seku se sa one strane sa koje su uglovi manji od dva prava ugla.
Drugi matematičari kasnije su izveli postulate koji su ekvivalentni ovom postulatu, ali imaju jednostavniju formu. Međutim u bilo kojoj formi pokazalo se da je ovaj Euklidov peti postulat mnogo složeniji od njegovih ostalih postulata (među kojima se nalazi na primer i postulat: „Kroz bilo koje dve tačke može se povući prava linija“).
Nekoliko stotina godina, geometri (matematičari) su se mučili oko složenosti petog postulata, verujući da se on može dokazati kao teorema izvedena iz ostala četiri postulata. Mnogi su pokušavali da pronađu dokaz zasnovan na metodu svođenja na protivurečnost. Među njima je najpoznatiji bio Italijan Đovani Sakeri. U radu naslovljenom „Euclides ab Omni Naevo Vindicatus“ (Euklid oslobođen od svih grešaka), objavljenom 1733, on odmah odbacuje eliptičku geometriju kao mogućnost (neke od ostalih Euklidovih aksioma morale bi biti modifikovane da bi eliptička geometrija funkcionisala) i baca se na posao dokazujući veliki broj rezultata u hiperboličkoj geometriji. Njegova konačna poenta je u tome da ovi rezultati koji su u suprotnosti sa teoremama euklidske geometrije dokazuju nemogućnost hiperboličke geometrije. Međutim, nikakve logičke protivurečnosti unutar ovih rezultata nije bilo. Tako pokušavajući da dokaže Euklidovu geometriju on umesto toga u stvari nenamerno otkriva jednu novu geometriju sveta. Ipak u to vreme još uvek je široko bilo rasprostranjeno verovanje da naš svet ili univerzum funkcioniše u skladu sa principima euklidske geometrije.
Sto godina kasnije, tačnije 1829. godine, Rus Nikolaj Ivanovič Lobačevski objavljuje studiju o hiperboličkoj geometriji. Iz tog razloga, hiperbolička geometrija se često naziva i „geometrija Lobačevskog“. Otprilike u isto vreme, Mađar Janoš Boljaji takođe piše svoju studiju o hiperboličkoj geometriji, koju objavljuje 1832. kao dodatak na jedan rad svog oca. Veliki matematičar Karl Fridrih Gaus čita ovaj dodatak i odgovara Boljajiju da je od do istih rezultata i on lično došao nešto ranije.
Međutim prioritet u ovom otkriću pripao je Lobačevskom zbog ranijeg objavljivanja svog rada. Osnovna razlika između ovog i ranijih radova, kao što je Sakerijev, je u tome što on prvi bez ikakve sumnje tvrdi da Euklidova geometrija nije jedina moguća geometrija, niti je jedina opažajna struktura našeg Univerzuma. Lobačevski naziva euklidsku geometriju „običnom geometrijom“, a svoju novu hiperboličku geometriju „imaginarnom geometrijom“. Ipak, još uvek se zadržala mogućnost da su aksiomi hiperboličke geometrije logički nekozistentni. Kao što on napominje, još dosta posla trebalo bi da bude urađeno da bi se potpunije zasnovala eliptička geometrija.
Bernhard Riman, u svojoj čuvenoj lekciji iz 1854, zasniva oblast Rimanove geometrije, razmatrajući posebno ideje koje se sada nazivaju mnogostrukost, Rimanova metrika, i zakrivljenost. On konstruiše beskonačnu familiju neeuklidskih geometrija zadajući ovoj familiji formulu Rimanove metrike na jediničnoj lopti u euklidskom prostoru. Ponekad je njemu nepravedno pripisivana čast da je jedini otkrivač eliptične geometrije; ali u stvari, ova njegova konstrukcija pokazuje dalekovidost njegovog rada i činjenicu da su njegove teoreme važeće za sve vrste geometrija.
Uobičajeni model za euklidsku geometriju je „ravna površ“. S druge strane, najjednostavnjiji model za eliptičku geometriju je sfera, gde su prave linije (neeuklidske prave) „velike kružnice“ (takve kao što su ekvator ili meridijani na globusu), dok se tačke suprotne jedna drugoj podudaraju (smatraju se istim tačkama). 
Čak i nakon radova Lobačevskog, Gausa i Boljajia, ostalo je pitanje: Da li postoji model očiglednog predstavljanja hiperboličke geometrije? Na ovo pitanje odgovorio je Eugenio Beltrami, 1868, koji je pokazao da površina nazvana pseudosfera ima odgovarajuću zakrivljenost za jedan model delimičnog hiperboličkog prostora, a u drugom članku objavljenom iste godine, definisan je Klajnov model (Feliks Klajn), Poenkareov disk model i Poenkareov poluravanski model (Anri Poenkare) koji čine u potpunosti modele očiglednog predstavljanja hiperboličke geometrije, a ujedno pokazuju da su euklidska geometrija i hiperbolička geometrija ekvikonzistentne, što znači da je hiperbolička geometrija logički konzistentna ukoliko je to i euklidska geometrija. (Obrnuta implikacija sledi iz horosferskog modela euklidske geometrije)
Razvoj neeuklidskih geometrija pokazao se veoma značajnim za fiziku 20. veka. Zadajući ograničenja brzini svetlosti, sabiranje brzina zahtevalo je nužno korišćenje hiperboličke geometrije. Ajnštajnova Opšta teorija relativnosti opisuje prostor kao generalno ravan (euklidski), ali i eliptički zakrivljen (neeuklidski) u oblastima u blizini kojih je prisutna materija. S obzirom da se vasiona širi (pogledati članak Hablov zakon), čak i prostor gde ne postoji materija ili masa može se opisivati uz pomoć hiperboličkog modela. Ova vrsta geometrije, gde se zakrivljenost menja od tačke do tačke nazvana je rimanovska geometrija.
Postoje takođe i drugi matematički modeli površi na kojima Euklidov postulat paralelnosti više ne važi, kao na primer Denova površ (Dehn plane) koja se sastoji od svih tačaka (x, y), gde su x i y konačni nadrealni brojevi.

## Literatura
- Eugenio Beltrami (1868). „Teoria fondamentale degli spazî di curvatura costante”. Annali. Di Mat., Ser II. 2: 232—255.
- , . ISBN 0-7382-0675-X..
- Greenberg, Marvin J. (15. 7. 1993). Euclidean and Non-Euclidean Geometries: Development and History. Macmillan. ISBN 0-7167-2446-4.
- A'Campo, Norbert and Papadopoulos, Athanase,  „Notes on hyperbolic geometry”. Strasbourg Master class on Geometry. 2012. стр. 1—182. ISBN 978-3-03719-105-7.. IRMA Lectures in Mathematics and Theoretical Physics, Vol. 18, Zürich: European Mathematical Society (EMS), 461 pages,
- Milnor, John W. (1982). „Hyperbolic geometry: The first 150 years”. Bulletin of the American Mathematical Society (N.S.). 6 (1): 9—24. S2CID 122633847. doi:10.1090/S0273-0979-1982-14958-8.
- Reynolds, William F. (1993). „Hyperbolic Geometry on a Hyperboloid”. American Mathematical Monthly. 100 (5): 442—455. doi:10.1080/00029890.1993.11990430..
- Stillwell, John (1996). Sources of hyperbolic geometry. History of Mathematics. 10. Providence, R.I.: American Mathematical Society. ISBN 978-0-8218-0529-9. MR 1402697.
- Samuels, David (март 2006). „Knit Theory”. Discover Magazine. 27 (3)..
- James W. Cannon, William J. Floyd, Richard Kenyon, and Walter R. Parry (1997), Hyperbolic Geometry (PDF), MSRI Publications, volume 31.
- Ball, W.W. Rouse (1960). A Short Account of the History of Mathematics (4th ed. [Reprint. Original publication: London: Macmillan & Co., 1908] изд.). New York: Dover Publications. стр. 50-62. ISBN 978-0-486-20630-1.
- Nagel, E.; Newman, J.R. (1958). Gödel's Proof. New York University Press. Непознати параметар |name-list-style= игнорисан (помоћ)
- Coxeter, H.S.M. (1961). Introduction to Geometry. New York: Wiley.
- Heath, Thomas L. (1956). The Thirteen Books of Euclid's Elements (2nd ed. [Facsimile. ] изд.). New York: Dover Publications. line feed character у |edition= на позицији 50 (помоћ) In 3 vols.: vol. 1  0-486-60088-2, vol. 2  0-486-60089-0, vol. 3  0-486-60090-4. Heath's authoritative translation of Euclid's Elements, plus his extensive historical research and detailed commentary throughout the text.
- first1=Charles W. |last1=Misner |author1-link=Charles W. Misner |first2=Kip S. |last2=Thorne |author2-link= Kip S. Thorne |first3=John Archibald |last3=Wheeler |author3-link=John Archibald Wheeler |Gravitation. W.H. Freeman. 1973.
- Mlodinow (2001). Euclid's Window. The Free Press. ISBN 9780684865232.
- Tarski, Alfred (1951). A Decision Method for Elementary Algebra and Geometry. University of California Press.
- Eves, Howard (1990). An Introduction to the History of Mathematics. Saunders. стр. 141. ISBN 978-0-03-029558-4.
- Tabak, John (2014). Geometry: the language of space and form. Infobase Publishing. стр. xiv. ISBN 978-0-8160-4953-0.
- Turner, Martin J.; Blackledge, Jonathan M.; Andrews, Patrick R. (1998). Fractal Geometry in Digital Imaging. Academic Press. стр. 1. ISBN 978-0-12-703970-1.
- Boyer, C. B. (1991). A History of Mathematics (Second edition, revised by Uta C. Merzbach изд.). New York: Wiley. ISBN 978-0-471-54397-8. Непознати параметар |orig-date= игнорисан (помоћ)
- Kappraff, Jay (2014). A Participatory Approach to Modern Geometry. World Scientific Publishing. ISBN 978-981-4556-70-5. Zbl 1364.00004. doi:10.1142/8952..
- Staal, Frits (1999), „Greek and Vedic Geometry”, Journal of Indian Philosophy, 27 (1–2): 105—127, S2CID 170894641, doi:10.1023/A:1004364417713
- Bonola, R. (1912). Non-Euclidean geometry: A critical and historical study of its development. Chicago: Open Court.
- Greenberg, Marvin Jay (2003). Euclidean and non-Euclidean geometries: development and history (3rd изд.). New York: Freeman. ISBN 0716724464. „Out of nothing I have created a strange new universe. JÁNOS BOLYAI”
- Coxeter, H. S. M., (1942). Non-Euclidean geometry. University of Toronto Press.. Toronto
- Fenchel, Werner (1989). Elementary geometry in hyperbolic space. De Gruyter Studies in mathematics. 11. Berlin-New York: Walter de Gruyter & Co.
- Fenchel, Werner (2003).  Asmus L. Schmidt, ур. Discontinuous groups of isometries in the hyperbolic plane. De Gruyter Studies in mathematics. 29. Berlin: Walter de Gruyter & Co. Пронађени су сувишни параметри: |author= и |last1= (помоћ)
- Lobachevsky, Nikolai I. (2010). Pangeometry. ISBN 978-3-03719-087-6.. Edited and translated by Athanase Papadopoulos, Heritage of European Mathematics, Vol. 4. Zürich: European Mathematical Society (EMS). xii, 310~p, /hbk
- Alexanderson, Gerald L.; Greenwalt, William S. (2012). „About the cover: Billingsley's Euclid in English”. Bulletin of the American Mathematical Society. New Series. 49 (1): 163—167. doi:10.1090/S0273-0979-2011-01365-9 .
- Artmann, Benno (1999). Euclid – The Creation of Mathematics. New York, Berlin, Heidelberg: Springer. ISBN 0-387-98423-2.
- Ball, Walter William Rouse (1915) [1st ed. 1888]. A Short Account of the History of Mathematics (6th изд.). MacMillan.
- Boyer, Carl B. (1991). „Euclid of Alexandria”. A History of Mathematics (Second изд.). John Wiley & Sons. ISBN 0-471-54397-7.
- Dodgson, Charles L.; Hagar, Amit (2009). „Introduction”. Euclid and His Modern Rivals. Cambridge University Press. ISBN 978-1-108-00100-7.
- Hartshorne, Robin (2000). Geometry: Euclid and Beyond (2nd изд.). New York, NY: Springer. ISBN 9780387986500.
- Heath, Thomas L. (1956a). The Thirteen Books of Euclid's Elements. 1. Books I and II (2nd изд.). New York: Dover Publications. OL 22193354M.
- Heath, Thomas L. (1956b). The Thirteen Books of Euclid's Elements. 2. Books III to IX (2nd изд.). New York: Dover Publications. OL 7650092M.
- Heath, Thomas L. (1956c). The Thirteen Books of Euclid's Elements. 3. Books X to XIII and Appendix (2nd изд.). New York: Dover Publications. OCLC 929205858.
- Heath, Thomas L. (1963). A Manual of Greek Mathematics. Dover Publications. ISBN 978-0-486-43231-1.
- Ketcham, Henry (1901). The Life of Abraham Lincoln. New York: Perkins Book Company.
- Nasir al-Din al-Tusi. Kitāb taḥrīr uṣūl li-Uqlīdus [The Recension of Euclid's "Elements"]. The Library of Congress (на језику: арапски).
- Reynolds, Leighton Durham; Wilson, Nigel Guy (9. 5. 1991). Scribes and scholars: a guide to the transmission of Greek and Latin literature (2nd изд.). Oxford: Clarendon Press. ISBN 978-0-19-872145-1.
- Russell, Bertrand (2013). History of Western Philosophy: Collectors Edition. Routledge. ISBN 978-1-135-69284-1.
- Sarma, K.V. (1997).  Selin, Helaine, ур. Encyclopaedia of the history of science, technology, and medicine in non-western cultures. Springer. ISBN 978-0-7923-4066-9.
- Servít. Недостаје или је празан параметар |title= (помоћ)
- Sertöz, Ali Sinan (1907). Öklidin Elemanlari: Ciltli [Euclid's Elements] (на језику: турски). Tübitak. ISBN 978-605-312-329-3. Проверите вредност парамет(а)ра за датум: |year= / |date= mismatch (помоћ)
- Toussaint, Godfried (1993). „A new look at euclid's second proposition”. The Mathematical Intelligencer. 15 (3): 12—24. ISSN 0343-6993. S2CID 26811463. doi:10.1007/BF03024252.
- Waerden, Bartel Leendert (1975). Science awakening. Noordhoff International. ISBN 978-90-01-93102-5.
- Wilson, Nigel Guy (2006). Encyclopedia of Ancient Greece. Routledge.
- Euklid (1999). Elementi I-VI. Превод: Hudoletnjak Grgić, Maja. KruZak. ISBN 953-96477-6-2.

## Spoljašnje veze
- „”. Архивирано на веб-сајту  (3. мај 2007)